# Satsuki (destroyer)
Le Satsuki (皐月) est un destroyer de la classe Mutsuki construit pour la Marine impériale japonaise pendant les années 1920.

## Historique
Au moment de l'attaque sur Pearl Harbor, le Satsuki rejoint le 22e division de la 5e escadron de destroyers (3e flotte), déployée depuis le district de garde de Mako (Pescadores) dans le cadre de la force d'invasion japonaise pour l'opération M, au cours duquel il assiste les débarquements des forces japonaises dans le golfe de Lingayen et à Aparri.
Au début de 1942, le Satsuki escorte des convois de troupes vers l'Indochine française pour l'opération E (invasion de la Malaisie) et l'opération J (invasion de Java, Indes orientales néerlandaises) en février. À partir du 10 mars 1942, il est réaffecté à la Flotte de la région sud-ouest (Southwest Area Fleet) et escorte des convois de troupes entre Singapour et autour des Indes orientales néerlandaises occupées. Il retourne à l'arsenal naval de Sasebo pour des réparations le 9 juin, rejoignant la flotte le 24 juin. Après avoir escorté le transport d'hydravions Kamikawa Maru de Sasebo vers les Shortland via Truk et Rabaul en janvier 1943, il stationne dans les îles Salomon en février pour couvrir l'opération Ke (évacuations des troupes de Guadalcanal) et escorter des convois de Palau à Wewak et Kolombangara. Le Satsuki est affecté à la 8e flotte le 25 février 1943.
Le Satsuki participe à plusieurs missions de transport de troupes « Tokyo Express » à travers les îles Salomon jusqu'à la fin du mois de mai, étant endommagé par un récif au sud-est de Bougainville le 24 mai, qui l'oblige à retourner à Rabaul pour des réparations. En juin et juillet, il reprend ses « Tokyo Express » vers Tuluvu et Kolombangara, participant à la bataille du golfe de Kula (5-6 juillet) et à la bataille de Kolombangara (12 juillet), mais ne subissant aucun dégât. Le Satsuki est cependant endommagé le 17 juillet lors d'une attaque aérienne menée par des bombardiers alliés sur les îles Shortland, l'obligeant à retourner à l'arsenal de Kure via Rabaul, Truk et Yokosuka. Le 5 septembre, il appareille de Kure pour Rabaul, où il reprend les opérations « Tokyo Express » à Kolombangara, Gasmata et Buka. Revenant brièvement au Japon en novembre, le Satsuki retourne à Rabaul début décembre où il reprend ses missions de transport jusqu'à la fin de l'année.
Le 4 janvier 1944, le Satsuki est mitraillé lors d'un raid aérien sur Kavieng, en Nouvelle-Irlande. Un certain nombre de membres d'équipage, dont son capitaine, le capitaine de corvette Tadao Iino, sont tués lors de cette attaque. Pendant son transit vers le Japon pour y subir des réparations, le navire est dérouté vers Saipan pour assister le porte-avions torpillé Unyō. Les réparations achevées à l'arsenal naval de Sasebo le 15 mars, le navire accompagne plusieurs convois de troupes de Tateyama via Hahajima vers Palau, avant d'être réaffecté dans la Flotte de la zone du Pacifique central (Central Pacific Area Fleet (en)). Jusqu'à la fin de mai, le destroyer effectue des missions d'escorte de convois de troupes entre Tateyama, Saipan et Guam, puis de Kure via Manille, Lingga et Singapour en juillet. Le 20 août, le Satsuki rejoint la flotte combinée.
Le 21 septembre, après avoir escorté un convoi de Singapour via Miri et Brunei à destination de Manille, le Satsuki est attaqué par des avions de la Task Force 38 lors d'un raid aérien sur la baie de Manille. Touché par trois bombes à la position 14° 35′ N, 120° 45′ E, le Satsuki sombre en emportant 52 membres d'équipage. 15 autres furent blessés.
Le Satsuki est rayé des listes de la marine le 10 novembre 1944.